# Эпимедиум Перральдери
Эпимедиум Перральдери (лат. Epimedium perralderianum) — вечнозелёное, многолетнее травянистое растение, вид рода Эпимедиум (Epimedium) семейства Барбарисовые (Berberidaceae).
Вид описан французским ботаником Эрнестом Коссоном в 1862 году и назван в честь его друга фр. Henri de la Perraudière, который умер во время экспедиции на гору Babor в 1861 году, во время которой этот вид был обнаружен.

## Распространение и экология
Северо-восток Алжира.
Реликтовые дубовые и кедровые леса на горе Babor, высота над уровнем моря 1200—1500 м.
Гора Babor (Djebel Babor) является одним из самых влажных мест в Северной Африке (среднегодовое количество осадков 2000—2500 мм). На ней произрастают последние остатки реликтовых лесов, некогда покрывавших большую часть Северной Африки в период ледникового максимума 20000 лет назад.

## Ботаническое описание
Близок Epimedium pinnatum.
Листья до 20 см в длину, вечнозелёные, сложные, состоят из 3 сердцевидных и зазубренным краем листочков (каждая до 6,5—10 см). Осенью листья краснеют.
Соцветия до 30 см в высоту, несут 9—25 мелких цветков.
Цветки 1,5—2,3 см в диаметре, каждый из них имеет четыре небольших зеленоватых внешних лепестка и четыре крупных жёлтых внутренних лепестка 5—9 мм в поперечнике. Тычинки 5 мм в длину, пыльники жёлтые.
Корневище горизонтальное, ползучее.

## В культуре
Epimedium perralderianum культивируется как декоративное садовое почвопокровное растение.
Цветение в апреле-мае. Зоны морозостойкости: 5—9.
Местоположение: влажные, частично затёненные места. Почва хорошо дренированная, богатая гумусом. Кусты делят раз в 3—4 года.
В культуре широко распространён Epimedium ×perralchinum 'Frohnleiten' (syn. 'Fröhnleiten') Heinz Klose. Гибрид Epimedium perralderianum × Epimedium pinnatum subsp. colchicum. Сорт создан в Германии. Зоны морозостойкости: 5b—8. Высота растений около 38 см. Молодые листья кирпично-красные с зелёными жилками. Соцветия располагаются над листьями. Цветки жёлтые. По другим данным высота растений 10—50 см, ширина 50—100 см.

## Таксономия
Вид Epimedium perralderianum входит в род Эпимедиум (Epimedium) трибы Барбарисовые (Berberideae) подсемейства Барбарисовые (Berberidoideae) семейства Барбарисовые (Berberidaceae) порядка Лютикоцветные (Ranunculales).
|  |                       |  |                                          |                                          |                           |  | ещё 1 подсемейство (согласно Системе APG II) | ещё 1 подсемейство (согласно Системе APG II) |                                       |  |  |  | ещё 10—13 родов    | ещё 10—13 родов              |  |  |
|  |                       |  |                                          |                                          |                           |  | ещё 1 подсемейство (согласно Системе APG II) | ещё 1 подсемейство (согласно Системе APG II) |                                       |  |  |  | ещё 10—13 родов    | ещё 10—13 родов              |  |  |
|  |                       |  |                                          | семейство Барбарисовые                   |                           |  |                                              |                                              | триба Барбарисовые                    |  |  |  |                    | вид Epimedium perralderianum |  |  |
|  |                       |  |                                          | семейство Барбарисовые                   |                           |  |                                              |                                              | триба Барбарисовые                    |  |  |  |                    | вид Epimedium perralderianum |  |  |
|  | порядок Лютикоцветные |  |                                          |                                          | подсемейство Барбарисовые |  |                                              |                                              | род Эпимедиум                         |  |  |  |                    |                              |  |  |
|  | порядок Лютикоцветные |  |                                          |                                          |                           |  |                                              |                                              |                                       |  |  |  |                    |                              |  |  |
|  |                       |  | ещё 9 семейств (согласно Системе APG II) | ещё 9 семейств (согласно Системе APG II) |                           |  |                                              | ещё 1 триба (согласно Системе APG II)        | ещё 1 триба (согласно Системе APG II) |  |  |  | ещё более 60 видов |                              |  |  |
|  |                       |  |                                          | ещё 9 семейств (согласно Системе APG II) |                           |  |                                              |                                              | ещё 1 триба (согласно Системе APG II) |  |  |  |                    |                              |  |  |